# Vanhoeffenia nodulosa
Vanhoeffenia nodulosa är en mångfotingart som beskrevs av Carl Graf Attems 1908. Vanhoeffenia nodulosa ingår i släktet Vanhoeffenia och familjen Dalodesmidae. Inga underarter finns listade i Catalogue of Life.